# ابطيشة
ابطيشة هي قرية صغيرة تقع في منطقة الجزيرة قرب تلعفر.
ظهر اسم البلدة في إحصاء عام 1957 م وكان عدد سكنها في تلك العام 25 نسمة.
من القرى القريبة من ابطيشة قرية «أبو ماريا» وقرية «دبونه» وقرية «الكونسية».